# 程有清
程有清（1942年—），男性，河北遵化人，汉族，中共党员，中华人民共和国政治人物、第十一届全国人民代表大会甘肃地区代表。

## 生平
毕业于东北工学院矿山机械专业。曾任甘肃省人大常委会副主任。2008年至2013年担任全国人大代表。